# Rezerwat przyrody Olzy
Rezerwat przyrody Olzy – rezerwat przyrody nieożywionej położony na terenie gminy Zarszyn w powiecie sanockim (województwo podkarpackie), obejmujący Ścianę Olzy.

## Powołanie
Obszar chroniony został utworzony 10 sierpnia 2022 r. na podstawie Zarządzenia Regionalnego Dyrektora Ochrony Środowiska w Rzeszowie z dnia 22 lipca 2022 r. w sprawie ustanowienia rezerwatu przyrody Olzy (Dz. Urz. Woj. Podk. z 2022 r., poz. 2825). Pierwsze plany ochrony tego terenu pojawiły się w 2003, wówczas miał on obejmować większy fragment Jaru Wisłoka i nosić nazwę rezerwat przyrody „Dolina Wisłoka”. W ostatecznej wersji zdecydowano się jednak na ochronę fragmentu znanego lokalnie jako Ściana Olzy w Rudawce Rymanowskiej lub Olzy. Nazwa ta prawdopodobnie pochodzi od słowa ylz lub ylzy, które oznacza przepaść lub urwisko.

## Położenie
Rezerwat ma 41,45 ha powierzchni, zaś jego otulina – 5,59 ha. Znajduje się na terenie gminy Zarszyn, w bezpośrednim sąsiedztwie Rudawki Rymanowskiej oraz w pobliżu wsi Pastwiska. Obejmuje charakterystyczny przełom Wisłoka, w tym najbardziej charakterystyczną ścianę skalną, oraz pobliski drzewostan. Rezerwat i jego otulina w całości leżą w granicach Obszaru Chronionego Krajobrazu Beskidu Niskiego oraz trzech obszarów Natura 2000: obszaru specjalnej ochrony ptaków Beskid Niski PLB180002, specjalnych obszarów ochrony siedlisk Rymanów (Natura 2000) PLH180016 i Ostoja Jaśliska PLH180014.

## Charakterystyka
Celem ochrony w rezerwacie przyrody jest „zachowanie ze względów naukowych, dydaktycznych i krajobrazowych naturalnych procesów geologicznych zachodzących w obrębie wychodni i odsłonięć skalnych warstw menilitowych”. Odsłonięta skała stanowi największe w polskich Karpatach odsłonięcie łupków menilitowych (wysokość ponad 30 metrów), które utworzyło się w następstwie erozji wgłębnej. Warstwowy układ skał (tzw. flisz karpacki) powstał wskutek osadzania się żwirów, piasków i iłów w głębokiej części Oceanu Tetydy. Na wysokich skałach w okresie zimowym tworzą się lodospady. Pozostały teren chroniony porasta naturalny drzewostan, głównie żyzna buczyna karpacka (Dentario glandulosae – Fagetum), ponadto znajduje się tam wiele gatunków flory i fauny.
Według stanu na grudzień 2022 rezerwat nie posiada obowiązującego planu ochrony ani zadań ochronnych.